# یواس‌اس نوگالسن (وای‌تی‌بی-۷۷۷)
یواس‌اس نوگالسن (وای‌تی‌بی-۷۷۷) (به انگلیسی: USS Nogalesen (YTB-777)) یک کشتی بود که طول آن ۱۰۹ فوت (۳۳ متر) بود. این کشتی در سال ۱۹۶۵ ساخته شد.